# Phytoplasma allocasuarinae
Phytoplasma allocasuarinae è una specie di batterio appartenente alla famiglia delle Acholeplasmataceae.